# Grupo Antipartido
El llamado “Grupo Antipartido” o ``Grupo Anti-partido´´ (en ruso: антипартийная группа) fue una facción del liderazgo del Partido Comunista de la Unión Soviética, quienes en mayo de 1957 intentaron, infructuosamente, destituir a Nikita Jruschov de su cargo de Primer Secretario. Su nombre proviene del epíteto que utilizó Jruschov para referirse a sus integrantes, entre quienes se encontraban Gueorgui Malenkov, Viacheslav Mólotov y Lázar Kaganóvich. La liberalización y la desestalinización llevada a cabo por el Primer Secretario, así como la denuncia de Stalin y sus crímenes, era rechazada por el ala más dura del partido, quienes intentaron realizar un golpe palaciego con el fin de poner término a tales programas.

## Motivación
La liberalización de la vida en la Unión Soviética, así como el desmantelamiento de gran parte de la institucionalidad represiva creada por Stalin, se iniciaron poco tiempo después del fallecimiento del líder. La famosa intervención de Jruschov en el cierre del XX Congreso del Partido Comunista en 1956, así como la denuncia de la persona de Stalin y su culto a la personalidad fueron considerados como hipócritas e ideológicamente equivocadas por los partidarios más acérrimos de Stalin. La hipocresía se demostraba en participación destacada de Jruschov en las grandes purgas, así como en la colectivización de la agricultura, al formar parte del núcleo más cercano a Stalin durante estos procesos. La idea de Jruschov de permitir la coexistencia pacífica de la URSS con los Estados Unidos era considerado un grave error, puesto que dejaba ,según ellos, al país comunista abierto a recibir cualquier ataque, además de lo anterior, tanto Malenkov como Molotov habían sido destituidos de sus cargos como premier y ministro de Asuntos Exteriores un año antes, respectivamente. Asimismo otros temían por sus carreras y el futuro de su vida en una sociedad desestalinizada.

## Intento de golpe
Al grupo de conjurados liderados por Gueorgui Malenkov, Viacheslav Mólotov y Lázar Kaganóvich, se les unió al último minuto el ministro de relaciones exteriores Dmitri Shepílov, a quien Kaganóvich convenció de tener la mayoría. La encerrona contra Jruschov se inició en el Politburó del Partido, cuando en una votación de 7 a 4 se lo decidió sustituir como Primer Secretario del Partido por Nikolái Bulganin. Ante estos hechos Jruschov argumentó que el derecho a decidir acerca de su permanencia o reemplazo en el cargo le correspondía al Comité Central del Partido y no al Politburó. Una reunión de emergencia del Comité Central celebrada a fines de junio reafirmó la condición de Jruschov como dirigente supremo del Partido, al mismo tiempo que la postura de la reacción estalinista quedaba sin piso alguno. En dicha reunión el Primer Secretario tildó a los conjurados de pertenecer a un Grupo Anti-partido, encontrando un especial apoyo en el ministro de Defensa, el mariscal Zhúkov. Este último les amenazó en un fiero discurso con el uso de la fuerza, y hasta de tener las manos manchadas con la sangre de la víctimas de Stalin.

## Eventos posteriores
El conato de insurrección vividos, no fueron ejecutados, sino meramente castigados con el arrinconamiento, destitución y degradación de los conjurados. Malenkov, Mólotov, Kaganóvich y Shepílov (los únicos nombres que se hicieron públicos) fueron vilipendiados por la prensa y depuestos de sus puestos y cargos dentro del partido y el gobierno soviético. Posteriormente fueron designados en cargos menores y degradantes para antiguos miembros de la cúpula del partido. Las nuevas designaciones fueron:
- Malenkov fue nombrado director de una planta hidroeléctrica en Kazajistán
- Mólotov fue designado embajador ante Mongolia
- Kaganóvich se convirtió en director de una pequeña fábrica de potasio en los Montes Urales
- Shepílov fue designado director del Instituto de Economía de la Academia de las Ciencias de Kirguistán

En 1961, todos fueron expulsados del partido, viviendo desde entonces existencias modestas alejadas de la vida pública. Shepílov, sin embargo, fue readmitido en el partido en 1976, pero se mantuvo en las sombras durante el régimen de Leonid Brézhnev hasta su propia muerte. 
Dos purgas más sucedieron a la del Grupo Anti-partido. El mariscal Zhúkov, admirado héroe de la Segunda Guerra Mundial, fue destituido de su cargo de ministro de Defensa poco tiempo después, pese al irresoluto apoyo que brindó a Jruschov durante el intento de golpe. En 1958, el premier Nikolái Bulganin, candidato del Grupo Anti-partido para reemplazar a Jruschov, fue forzado a dimitir en una sesión del Soviet Supremo, siendo destinado primero al Gosbank (Banco Central) y posteriormente al Consejo Económico de la ciudad de Stávropol. 
Cabe señalar que, a diferencia de las épocas pasadas, el trato a quienes fueron oponentes al liderazgo del momento fue mucho más suave y comedido que en la época estalinista. Después de la defenestración de Beria en 1953, quien terminó siendo condenado a muerte, no se volvieron a repetir respuestas sangrientas contra los opositores internos al liderazgo del partido. Así la posterior destitución de Jruschov por parte de Brézhnev en 1964 y el golpe fallido contra Gorbachov en 1991, fueron seguidos de expulsiones, degradaciones y relegaciones, pero no muertes.